# Ixelles
Ixelles (fransk navn) eller Elsene (hollandsk navn) er en af de 19 kommuner i Belgien som udgør hovedstadsregionen Bruxelles. Kommunen ligger sydøst for Bruxelles' centrum og er geografisk delt i to områder øst og vest for en smal del af Bruxelles Kommune. Derudover grænser den til kommunerne Auderghem, Etterbeek, Forest, Uccle, Saint-Gilles og Watermael-Boitsfort.
Pr. 1. januar 2025 havde kommunen 89.897 indbyggere. Det samlede areal er 6,4 km2, hvilket giver en befolkningstæthed på 14.022/km2. Som alle kommuner i Bruxelles er den lovmæssigt tosproget (fransk-hollandsk). Den betragtes generelt som et velhavende område i regionen og er især kendt for sine samfund af europæiske og congolesiske indvandrere.
Grunden til at Ixelles er delt i to adskilte dele, er at gennemfartsvejen Avenue Louise (en), som passerer gennem kommunen, i 1864 blev inkluderet i Bruxelles Kommune.